# مارتین فریچ
مارتین فریچ (انگلیسی: Martin Frič؛ ۲۹ مارس ۱۹۰۲ – ۲۶ اوت ۱۹۶۸) یک هنرپیشه، کارگردان و فیلم‌نامه‌نویس اهل جمهوری چک بود.

## فیلم‌شناسی
- خواهر آنجلیکا (۱۹۳۲)
- بازرس (۱۹۳۳)
- دوازده صندلی (۱۹۳۳)
- مسیحی (۱۹۳۹)
- آزمایش (۱۹۴۳)
- حلقه ازدواج (۱۹۴۴)
- قصه‌های چاپک (۱۹۴۷)
- موتورسیکلت (۱۹۴۹)
- دام (۱۹۵۱)
- سیل (۱۹۵۸)
- شاهنشاه (۱۹۶۳)